# Ardisia sumatrana
Ardisia sumatrana är en viveväxtart som beskrevs av Friedrich Anton Wilhelm Miquel. Ardisia sumatrana ingår i släktet Ardisia och familjen viveväxter. Inga underarter finns listade i Catalogue of Life.